# Kigeri V.

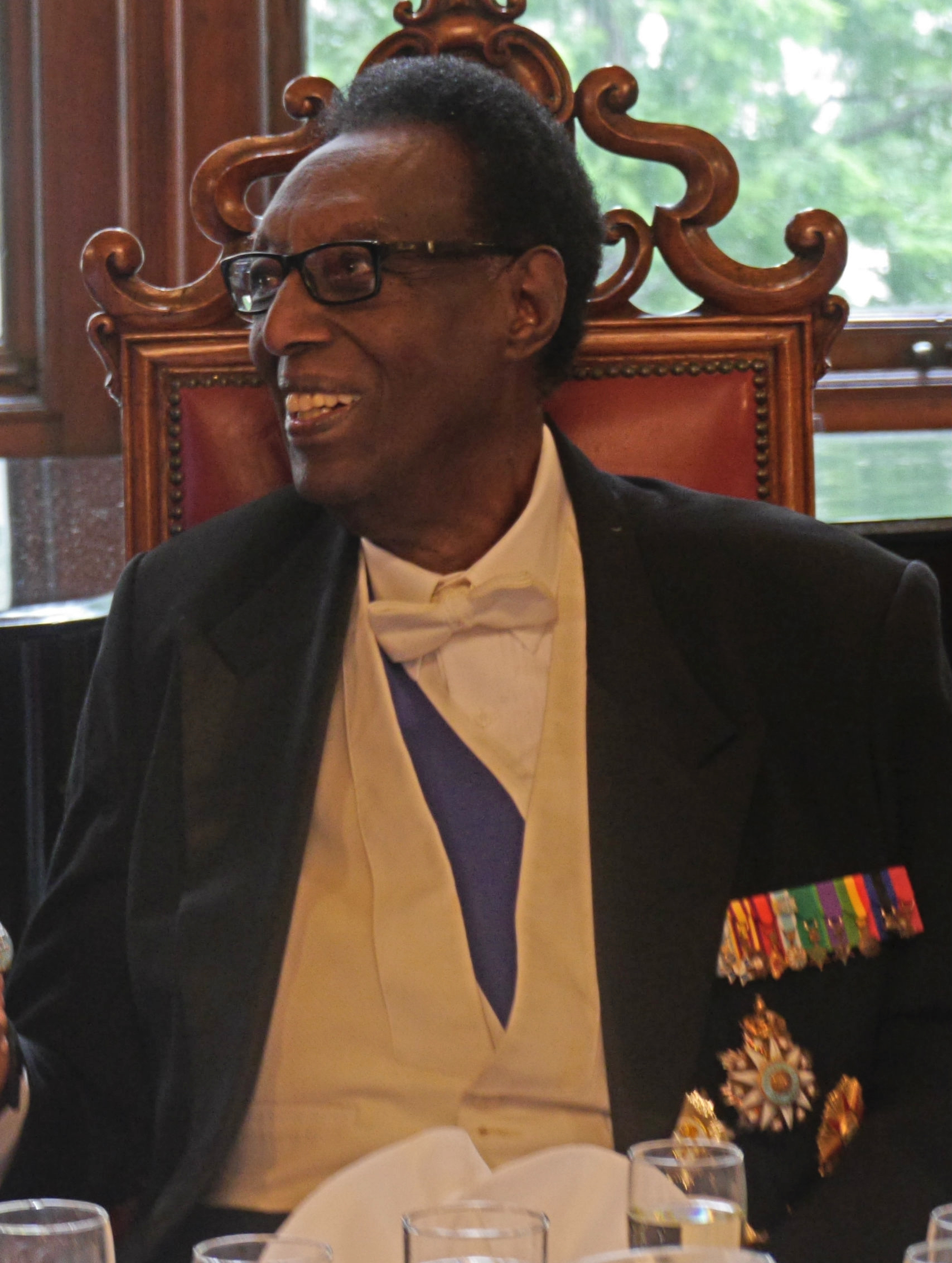
Kigeri V. kurz vor seinem Tod 2016

Kigeri V. bzw. Kigeli V.,:181 geboren als Jean-Baptiste Ndahindurwa (* 29. Juni 1936 in Cyangugu; † 16. Oktober 2016 in Washington, D.C.), war der letzte König (Mwami) des Königreichs Ruanda in Ostafrika. Er amtierte vom 28. Juli 1959 bis zur Unabhängigkeit und Ausrufung der Republik  Ruanda am 1. Juli 1962.

## Früher Lebens- und Bildungsweg

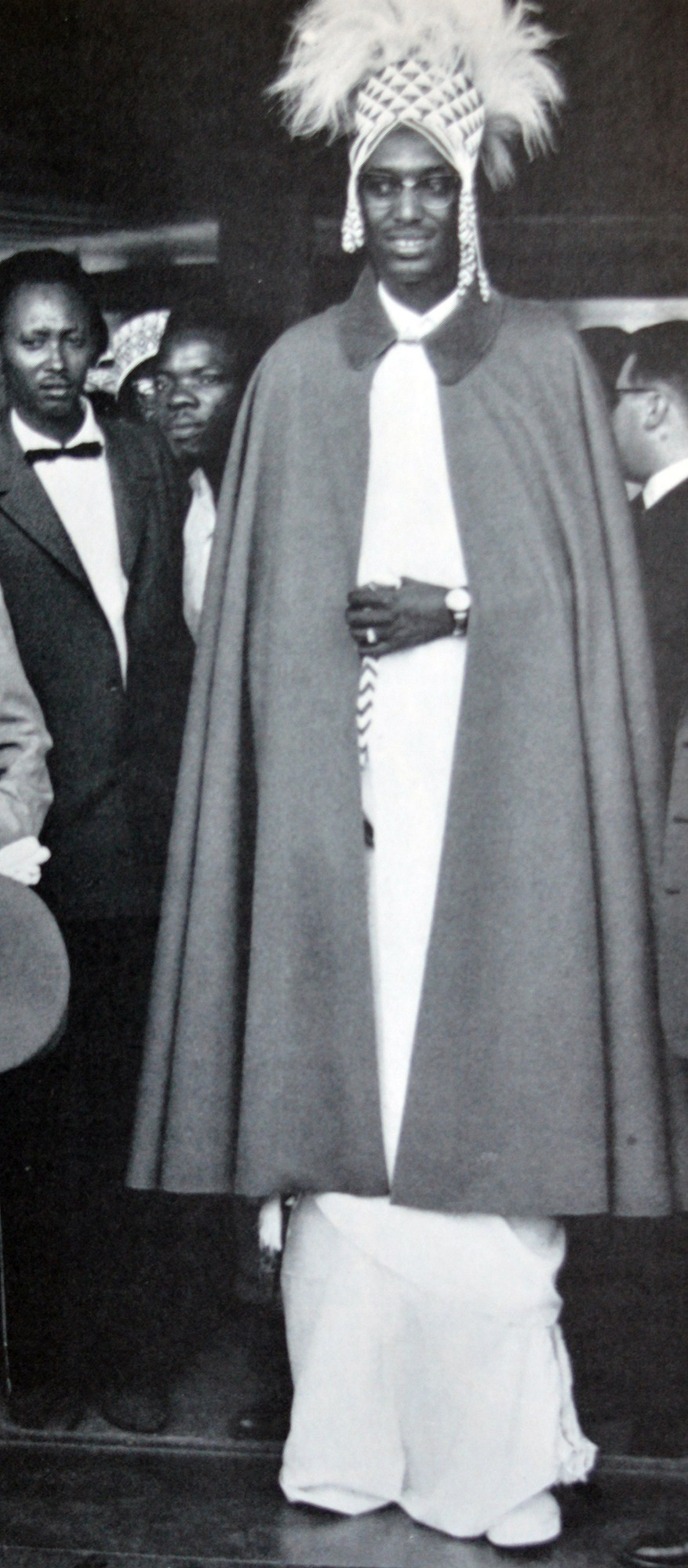
Kigeri V. (1961)

Kigeri wurde als Sohn von König Yuhi V. und Königin Mukashema, der siebten von elf Frauen seines Vaters, geboren. Er war ein ethnischer Tutsi. Kigeri hatte 14 Geschwister.
Mit vier Jahren wurde er gemeinsam mit seinem Vater unter belgischer Herrschaft ins Exil nach Baudoinville in der heutigen Demokratischen Republik Kongo geschickt. Nach dem Tod seines Vaters 1944 kehrte Kigeri in sein Heimatland zurück.:xxviii Er nahm in seinen Teenagerjahren den katholischen Glauben an:107 und ließ sich auf den Namen Jean-Baptiste taufen.
Seine schulische Bildung genoss Kigeri an der Groupe Scolaire Astrida in Ruanda und am Nyangezi College in der Demokratischen Republik Kongo. Nach Beendigung der Schule 1956 arbeitete Kigeri für drei Jahre bei der ruandischen Regierung.

## König von Ruanda
Nachdem sein Halbbruder Mutara III. unter ungeklärten Umständen am 25. Juli 1959 starb, wurde drei Tage später Kigeri zum König ausgerufen.:xxix Die belgische Treuhandverwaltung Ruanda-Urundi bezeichnete die Ernennung als coup d’état.:106–7 In dieser Ansicht wurden sie von den Hutu unterstützt.:82
Kigeri folgte streng dem katholischen Glauben und der königlichen Tradition und verstand sich als Mittler zwischen den Volksgruppen im Land. Er galt schnell als Vater aller ruandischen Menschen. Dennoch stieg das politische und ethnische Konfliktpotential. In Folge gingen tausende Tutsi unter dem Druck der Hutu ins Exil.
Im Juli 1960 flüchtete Kigeri in die Demokratische Republik Kongo, wo er im folgenden Jahr in Kinshasa mit Dag Hammarskjöld, dem Generalsekretär der Vereinten Nationen, zusammentraf. Zu dieser Zeit übernahm Dominique Mbonyumutwa mit Unterstützung der belgischen Vertreter durch den Putsch von Gitarama die Macht in Ruanda. Die Monarchie wurde am 28. Januar 1961 für beendet erklärt. Der Abschaffung wurde durch das Referendum 1961 schlussendlich besiegelt.
Kigeri wurde offiziell am 2. Oktober 1961 nach Tansania ausgewiesen und lebte anschließend in Uganda und Kenia. Im Juli 1992 erhielt er politisches Asyl durch die Vereinigten Staaten von Amerika. Dort verstarb er 2016 an Herzversagen.
Kigeri war nie verheiratet und hatte offiziell keine Kinder. Am 9. Januar 2017 wurde sein Neffe Emmanuel Bushayija als Yuhi VI. zum neuen König ausgerufen. Nach Kigeris Tod wurde dennoch bekannt, dass er mit Jacqueline Rwivanga mindestens eine Tochter hatte.